# RTBF Auvio
RTBF Auvio, anche chiamato semplicemente Auvio, è la piattaforma di video on demand e streaming della regione vallona del Belgio di proprietà della RTBF.
Lanciata il 13 aprile 2016, la piattaforma contiene una selezione di programmi RTBF, AB3, ABXplore, Arte, LN24, BRUZZ e gli archivi Sonuma. Offre inoltre un pacchetto premium Sooner.

## Storia
Lanciato il 13 aprile 2016, il servizio Auvio consente di guardare o rivedere i programmi dei vari canali televisivi e radiofonici dell'azienda pubblica belga.
Nel settembre 2019, RTBF firma un accordo con Mediawan, consentendo alla piattaforma di trasmettere i contenuti di AB3 e ABXplore a partire dall'ottobre del 2019.
Il 4 settembre 2019, Auvio lancia la sua sezione Séries Corner, il cui obiettivo è quello di rendere liberamente accessibili ed esclusive un gran numero di serie scelte dall'équipe di RTBF. Queste serie sono trasmesse in esclusiva sulla piattaforma, oltre a essere poi ritrasmesse il mercoledì sera su La Trois. Da allora, la piattaforma ha arricchito sempre di più la sua offerta con serie e documentari esclusivi e opere teatrali esclusive per aiutare il settore culturale, duramente colpito dalla pandemia di COVID-19.
Nell'aprile 2020, in seguito a una partnership con Sonuma, Auvio metterà online gli archivi di RTBF e i vecchi programmi di RTBF.
Il 7 ottobre 2020, Auvio lancia un'offerta premium denominata Sooner.
A partire dall'8 febbraio 2021, i contenuti del canale all-news LN24 sono disponibili anche sulla piattaforma.